# 葩梯山

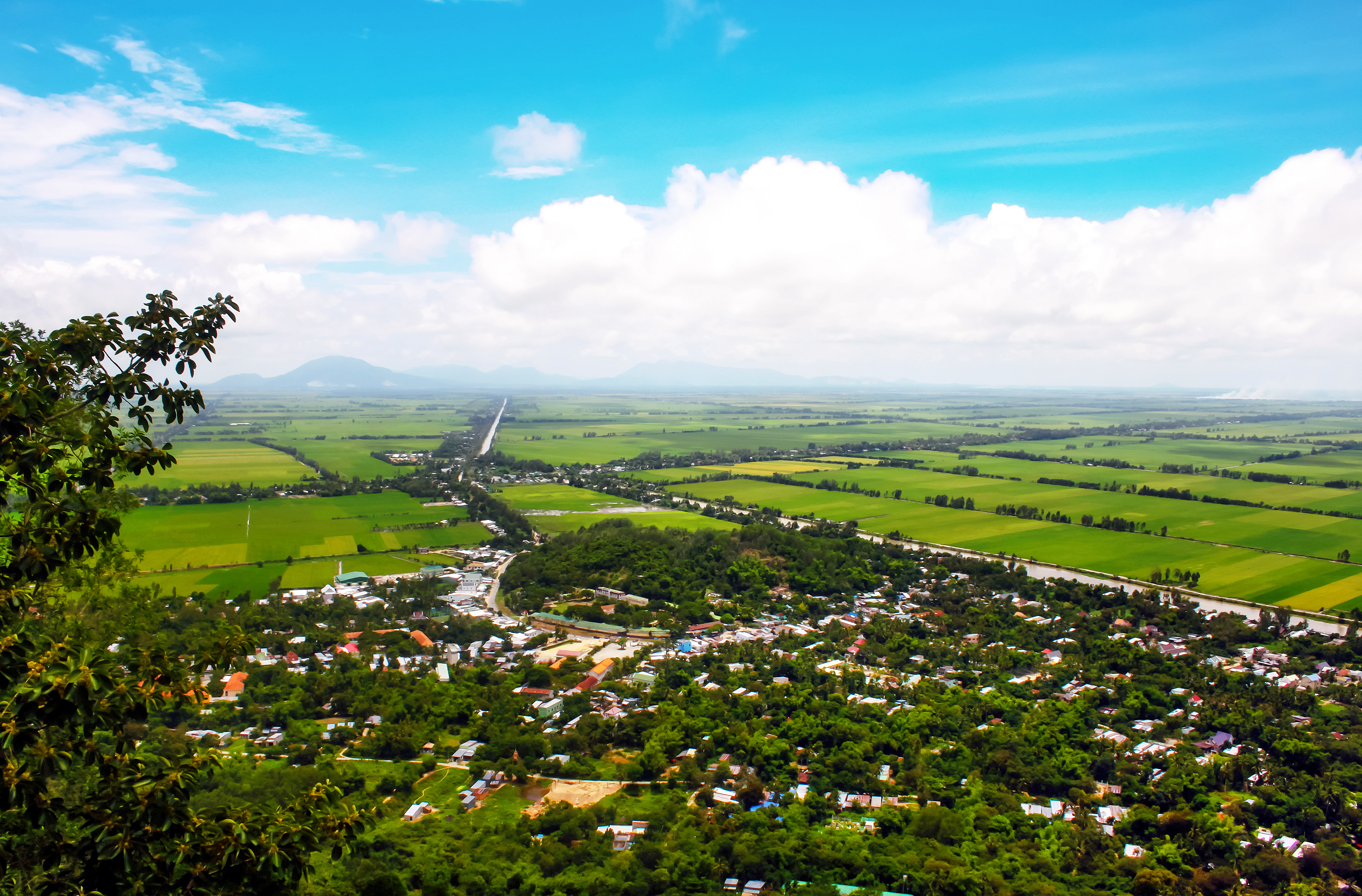
從山頂俯瞰湄公河三角洲平原

葩梯山，又名梯山，是越南安江省瑞山縣的一座山峰，海拔221米，周長約4,220米，原名華梯山，因避明命帝皇后胡氏華諱而改名。